# Casadeta de Montuïri
Casadeta de Montuïri és una prosa breu escrita per Josep Carner l'any 1915 en un viatge a bord del vaixell Reina Victoria Eugenia, que es dirigia cap a Buenos Aires, prenent com a font d'inspiració una joveneta montuïrera de vint-i-vuit anys que conegué en aquesta mateixa nau.
Aina Maria Oliver Sastre era el nom de la jove mallorquina que viatjà amb la companyia de Josep Carner cap a Amèrica, lloc on es trobava el seu estimat Joan Mateu Martorell, de Montuïri també, que hagué d'exercir la seva professió de metge a l'Argentina. Aquest se n'hi anà devers el 1913 una vegada ja s'havia compromès en matrimoni amb n'Aina.
Una vegada fermaren la relació, es casaren per poders a Montuïri el 29 de maig de 1915. Al cap de poc temps n'Aina emprenia un llarg viatge cap a l'Argentina per retrobar-se amb el seu marit. Serà en aquest viatge en vaixell on la joveneta conegué en Carner (que anava a Xile també a casar-s'hi, amb Carmen de Ossa) convertint-se en la musa d'un petit text al qual l'autor posà per títol: "Casadeta de Montuïri". El text aparegué originalment en castellà al diari argentí La Nación i després fou aplegat per Carner al recull Les planetes del verdum (1918).
La protagonista d'aquesta peça tingué dos fills amb en Joan a l'Argentina: na Margalida i en Joan i comanaren en Gabriel que nasqué l'any 1919 a Montuïri. De fet, tornaren a Mallorca després que el seu espòs agafàs una malaltia incurable a Amèrica. Pocs anys després, el 1924 morí deixant enrere una meravellosa dona que fou centre d'atenció d'en Carner i tres fills jovenets.